# Jean-Paul Pier
Jean-Paul Pier, né le 5 juillet 1933 à Esch-sur-Alzette et mort le 14 décembre 2016 à Bettembourg, est un mathématicien luxembourgeois, spécialiste d'analyse harmonique et d'histoire des mathématiques.
Il a beaucoup contribué, notamment par la création du Séminaire de mathématiques et l'organisation de colloques et conférences, au développement d'une recherche universitaire en mathématiques au Luxembourg.

## Biographie
Jean-Paul Pier a effectué des études supérieures à Luxembourg et aux universités de Paris et de Nancy. Il est titulaire du doctorat luxembourgeois en sciences mathématiques et d'un doctorat français de 3e cycle en mathématiques pures.
Enseignant de mathématiques au lycée de garçons d'Esch-sur-Alzette de 1956 à 1980, il a été professeur au Centre universitaire de Luxembourg de sa création en 1974 jusqu'en 1998. Il a aussi effectué un séjour de six mois au Centre nucléaire de Grenoble (1961) et d'un an à l'université de l'Oregon (1966-1967).
En 1971, il a créé le Séminaire de mathématiques du Centre universitaire de (maintenant université du) Luxembourg.
En 1989, il a créé la Société mathématique du Luxembourg, dont il a été le président de 1989 à 1993 et de 1995 à 1998.
En 1995, il a coordonné la commémoration et l'exposition Gabriel Lippmann, organisées par la section des sciences de l'Institut grand-ducal, avec le concours de l'École normale supérieure de Paris, du Palais de la découverte et de l'École polytechnique fédérale de Lausanne.
Il a organisé et co-organisé plusieurs colloques et conférences (6e congrès du Groupement des mathématiques d'expression latine (GMEL) en 1981 au Centre universitaire de Luxembourg, Symposium international sur l'analyse harmonique en 1987 au Centre universitaire de Luxembourg, Le développement des mathématiques pures entre 1900 et 1950 en 1992 au château de Burglinster…), auxquels ont participé, entre autres, Jean Dieudonné, Jean Leray, René Thom, Israel Gelfand, George Mackey, Jacques Tits…
Soutenu par l'Union mathématique internationale, avec le concours du gouvernement luxembourgeois, Jean-Paul Pier a pu rallier une quinzaine de délégations nationales auprès de l'UNESCO pour appuyer la demande luxembourgeoise de proclamer l'année 2000 année mondiale des mathématiques (de).
En 2011, il a été le premier lauréat du Grand prix en sciences mathématiques (encore appelé prix de la Bourse de Luxembourg) de l'Institut grand-ducal, qui lui a été décerné « pour l'ensemble de ses travaux, les liens qu'il a pu établir entre physique et mathématique et son engagement au niveau national et international pour la promotion des sciences mathématiques ».

## Publications
- Amenable locally compact groups, Wiley, 1984.
- Amenable Banach algebras, Longman, 1988.
- L'analyse harmonique : son développement historique, Masson, 1990.
- Histoire de l'intégration, vingt-cinq siècles de mathématiques, Masson, 1996.
- Mathematical Analysis during the 20th century, Oxford University Press, 2001
- Mathématiques entre savoir et connaissance, Vuibert, 2006.
- Le choix de la parole, Lethielleux/DDB, 2009.

- Development of Mathematics 1900-1950, edited by Jean-Paul Pier, Birkhäuser, 1994.
- Development of Mathematics 1950-2000, edited by Jean-Paul Pier, Birkhäuser, 2000.

- Gabriel Lippmann. Commémoration par la section des sciences naturelles, physiques et mathématiques de l’Institut grand-ducal de Luxembourg du 150e anniversaire du savant né au Luxembourg lauréat du prix Nobel en 1908, J.-P. Pier et J. A. Massard, éditeurs, 1997 (lire en ligne) [PDF].